# 깔깔티비
깔깔티비는 KBS디지털미디어국에서 2019년 5월 13일부터 서비스를 시작한 유튜브 전문 채널이다.

## 서비스 콘텐츠

### 연재 중
|       | 월                    | 화                    | 수                    | 목                | 금                | 토                                      | 일                                      |
| ----- | --------------------- | --------------------- | --------------------- | ----------------- | ----------------- | --------------------------------------- | --------------------------------------- |
| 9:00  |                       |                       |                       |                   |                   | 1박 2일 1기 스타 골든벨 우리동네 예체능 | 1박 2일 1기 스타 골든벨 우리동네 예체능 |
| 10:00 | 남자의 자격           | 남자의 자격           |                       |                   |                   |                                         |                                         |
| 11:30 | 라이브 스트리밍       | 라이브 스트리밍       | 라이브 스트리밍       | 승승장구          | 우리동네 예체능   | 우리동네 예체능                         | 우리동네 예체능                         |
| 15:00 |                       |                       | 승승장구              |                   |                   |                                         |                                         |
| 16:00 | 천하무적 야구단       | 천하무적 야구단       |                       |                   |                   |                                         |                                         |
| 18:00 | 해피투게더 하이라이트 | 해피투게더 하이라이트 | 해피투게더 하이라이트 | 해피투게더 레전드 | 해피투게더 레전드 |                                         |                                         |
| 18:00 | 안녕하세요 레전드     |                       |                       |                   |                   |                                         |                                         |
| 19:00 | 언니들의 슬램덩크 1기 | 언니들의 슬램덩크 1기 | 언니들의 슬램덩크 1기 | 1박 2일 1기       | 1박 2일 1기       |                                         |                                         |

### 연재 종료
- 공포의 쿵쿵따
- 위험한 초대
- 이영자의 골든 빌리지 (금촌댁네 사람들)
- 청춘불패 시즌1
- 세대공감 OLD & NEW
- 날아라 슛돌이 3기 (2019년 FIFA U-20 월드컵 한국 결승 진출 기념, 이강인 출연)
- 안나의 실수
- 공포체험 돌아보지마 (폭염 특집)
- 최고다 이순신
- 청춘불패 2기
- KBS 연기대상 (1987년 ~ 2018년)
- 해피투게더 시즌1 (책가방 토크, 쟁반노래방)
- 이소라의 프로포즈 (2020년 2월 17일부터 Again 가요톱10에서 업로드)
- 쇼 파워 비디오 (NG파티, 김경식의 황당극장)
- 올드 미스 다이어리
- 가족오락관 (고요속의 외침, 이구동성)

## 같이 보기
- 크큭티비
- 뭉클티비
- 인물사전